# Liberty Walk
"Liberty Walk" é uma canção da cantora, atriz e compositora Miley Cyrus, para seu terceiro álbum de estúdio Can't Be Tamed lançado em 21 de junho de 2010. É a primeira faixa do álbum. Escrita por Miley Cyrus e produzido por Antonina Armato, Tim James. É uma canção dance-pop, inspirada em algumas músicas da década de 80. A canção abre a turnê Gypsy Heart Tour.
Um remix da música produzido pela Rock Mafia com o nome de "RockMafia Presents: Miley Cyrus Don't Give Up - It's A Liberty Walk" foi divulgado no aniversário de 19 anos de Miley, e com um tempo a música começou a tocar nas rádios. Mais tarde, os fãs da cantora mandavam mensagens no Twitter afirmando que a música seria o novo single do último álbum da cantora, Can't Be Tamed, e o perfil da gravadora da cantora na rede social, Hollywood Records, dava retweets nas mensagens, o que afirmava que a música teria mais do que um rumor de ser o novo single do álbum da cantora, porém não chegou a ser lançada como single.
A recepção da crítica em relação a canção foi geralmente mista, no entanto, a maioria dos críticos  criticou os versos de rap e descreveu a canção geral como "maçante". Apesar de não ser lançada como um single, "Liberty Walk" alcançou a posição número três na Billboard Bubbling Under Hot 100 Singles Chart e também atingiu um pico de número 79 na Canadian Hot 100 devido a fortes downloads digitais.

## Antecedentes e inspiração
"Liberty Walk" foi escrito por Cyrus, J. Nicholas Scapa, Read John Fasse, Michael McGinnis, Antonina Armato e Tim James.  Foi produzido por os três últimos sob seu nome artístico de Rock Mafia. A canção serve como a faixa de abertura do Can't Be Tamed. Em uma entrevista com Calloway Sway para MTV News, Miley explicou que a canção fala sobre o poder feminino.
| “ | É quase libertando-se de qualquer coisa que você acha que está prendendo você. E eu acho que é realmente importante, especialmente para as meninas, porque muitas pessoas dizem, "Não, você não pode fazer alguma coisa", ou "Você precisa ser isso porque mamãe e papai dizem que sim, os professores dizem que isso". | ” |

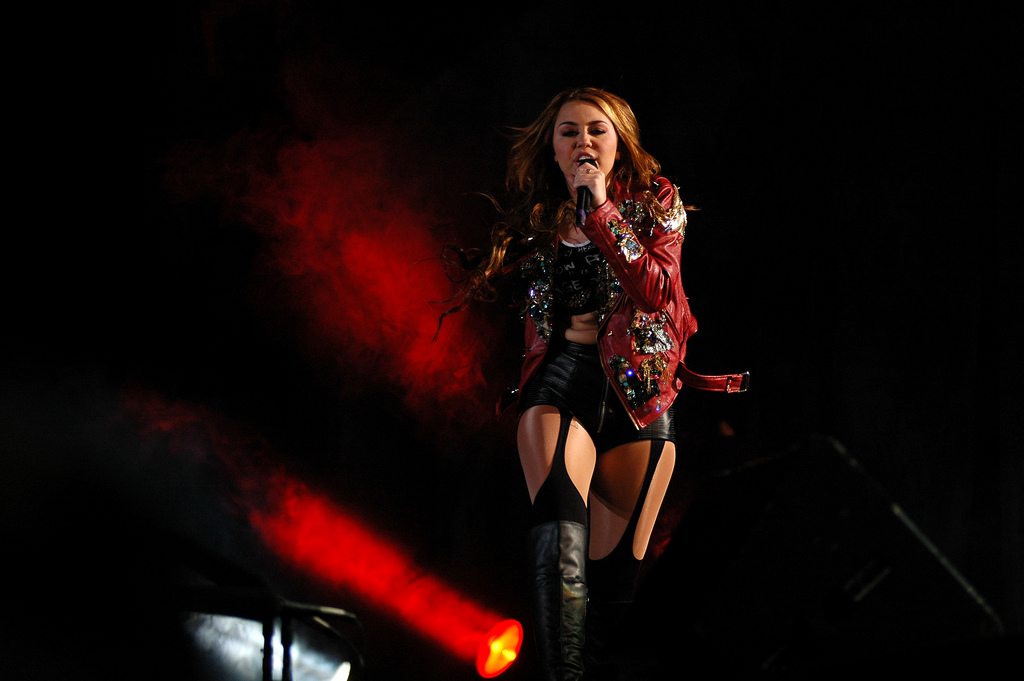
Miley em Santiago performando a canção

Após gravar a canção em estúdio, Miley afirmou na mesma entrevista para a publicação que ela tentou combinar um assunto sério com um som mais leve, explicando: "Eu escrevi para as mulheres que se sentem como eles estão presos em relacionamentos abusivos, mas é uma música de dança". Ela explica: "Então você acha que deve ser uma espécie de balada triste, mas é uma música de festa .... Trata-se de se libertar".

## Performances ao vivo e vídeo promocional
Miley realizou a canção pela primeira vez ao vivo na House of Blues em Los Angeles, Califórnia. Ela também cantou a música durante um show em Melbourne, na Austrália. A canção também foi a música de abertura da turnê Gipsy Heart Tour realizada em 2011.
Em 23 de Novembro de 2011, a Rock Mafia divulgou em sua conta do YouTube um vídeo de uma versão remixada de "Liberty Walk". O vídeo conta cenas raras de movimentos gravados nas ruas Wall Street e outras áreas do mundo. O vídeo começa com uma mensagem dizendo Este vídeo é dedicado as milhares de pessoas que estão de pé para aquilo em que acreditam. Mais tarde no vídeo, cenas de sinal acenando manifestantes e pimenta-de pulverização policiais são mostrados.

## Desempenho nas tabelas musicais

### Posições
| Tabela Musical (2011)                       | Melhor posição |
| ------------------------------------------- | -------------- |
| Estados Unidos Billboard Hot 100            | 103            |
| Reino Unido UK Singles Chart                | 50             |
| Canadá Canadian Hot 100                     | 79             |
| Coreia do Sul- (International Chart) (GAON) | 1              |
| Bélgica (Flandres) (Ultratip 50)            | 1              |